# Hold me, Hold you/始まりはいつも突然に
「Hold me, Hold you／始まりはいつも突然に」（ホールド ミー ホールド ユー／はじまりはいつもとつぜんに）は、JUJUの28枚目のシングル。2015年2月11日にソニー・ミュージックアソシエイテッドレコーズから発売された。

## 概要
- 10周年ファイナルとなる2015年第1弾シングルは、タイアップ曲2曲を含む両A面シングルである。
- 初回生産限定盤はCDとDVDの2枚組。初回生産限定盤にのみ「ラストシーン」バラードversion収録。
- 付属のDVDには『10th Anniversary Act＃01 JUJU HALL TOUR 2014 〜DOOR〜』から東京公演のダイジェストとしてライブ映像を4曲収録した。
- カップリング曲にはMONGOL800「小さな恋のうた」カバー収録。
- 「Hold me, Hold you」は榮倉奈々・豊川悦司ダブル主演映画『娚の一生』主題歌、「始まりはいつも突然に」は前作から続いてフジテレビ系朝の情報番組『めざましテレビ』テーマソングとタイアップがそれぞれ1つずつ付いた。[1]

## 収録曲
DISC 1
1. Hold me, Hold you
  - 作詞：玉井健二 / 作曲・編曲：玉井健二、百田留衣

ショウゲート配給映画『娚の一生』の主題歌
2. 始まりはいつも突然に
  - 作詞：間智子、秋浦智裕 / 作曲：楊慶豪 / 編曲：POCHI

フジテレビ系『めざましテレビ』金曜日テーマソング
3. 小さな恋のうた
  - 作詞：上江洌清作 / 作曲：MONGOL800 / 編曲：松浦晃久

MONGOL800の2001年のアルバム曲をカバー。
4. ラストシーン -バラード version-
  - 作詞：松尾潔 / 作曲・編曲：川口大輔

初回生産限定盤にのみ収録。

DISC 2（初回生産限定盤DVD）
- いずれも『10th Anniversary Act＃01 JUJU HALL TOUR 2014 〜DOOR〜』より東京公演のダイジェスト映像を収録。

1. ねえ
2. Door
3. 星月夜
4. Hot Stuff